# Rafał Krzysztof Konarski
Rafał (Krzysztof) Konarski herbu Gryf (ur. w 1749 w Serejach - 1830, poch. w Sielcu) – szambelan króla Stanisława Augusta Poniatowskiego, asesor sądów zadwornych koronnych w 1785 roku.
Syn Jana Teodora i Wiktorii z Estków, pochodził ze szlacheckiej rodziny wyznania ewangelicko-reformowanego.
Był komisarzem Sejmu Czteroletniego z powiatu sandomierskiego województwa sandomierskiego do szacowania intrat dóbr ziemskich w 1789 roku. W 1804 roku wylegitymował się ze szlachectwa w Galicji Zachodniej. Nabył Przeuszyn, Rosochy i Podole.
Był gorliwym świeckim działaczem swojego kościoła w Małopolsce. Od 1815 do śmierci był seniorem świeckim Jednoty Małopolskiej i kilkakrotnie przewodniczył jej synodom w latach 1802-1815.
Poślubił swoją współwyznawczynię Ewę Russocką, z którą miał synów: Adama, Andrzeja i Aleksandra (poległego w 1812 roku) oraz córki: Ludwikę Zabierzewską i Wiktorię Goniewską. Obaj synowie wzorem ojca byli bardzo zaangażowani w życie kalwińskiej Jednoty Małopolskiej i parafii ewangelicko-reformowanej w Sielcu.
Jego wnukiem był Konstanty Goniewski.